# Kloster Élan
Das Kloster Élan (Élant; Ellantium) ist eine ehemalige Zisterzienserabtei in der Gemeinde Flize im Département Ardennes, Region Grand Est, in Frankreich. Es liegt rund 14 km südlich von Charleville-Mézières am Rand des Walds von Élan (Forêt d’Élan).

## Geschichte
Das Kloster wurde 1148 von Withier, dem Grafen von Rethel, gestiftet und mit einem Gründungskonvent aus dem Kloster Lorroy unter dem Abt Roger besetzt. Damit gehörte es der Filiation von Cîteaux an. Die Abtei, die als Grablege der Grafen von Rethel diente, war im Mittelalter reich; sie besaß zwei Getreidemühlen und eine Ölmühle sowie eine Gießerei und eine Eisenverarbeitung in Boutancourt und Flize. Im 16. Jahrhundert fiel sie in Kommende. 1648 wurde sie im Dreißigjährigen Krieg von österreichischen Truppen geplündert. In der Französischen Revolution wurde die nurmehr von vier Mönchen bewohnte Abtei aufgelöst.

## Bauten und Anlage

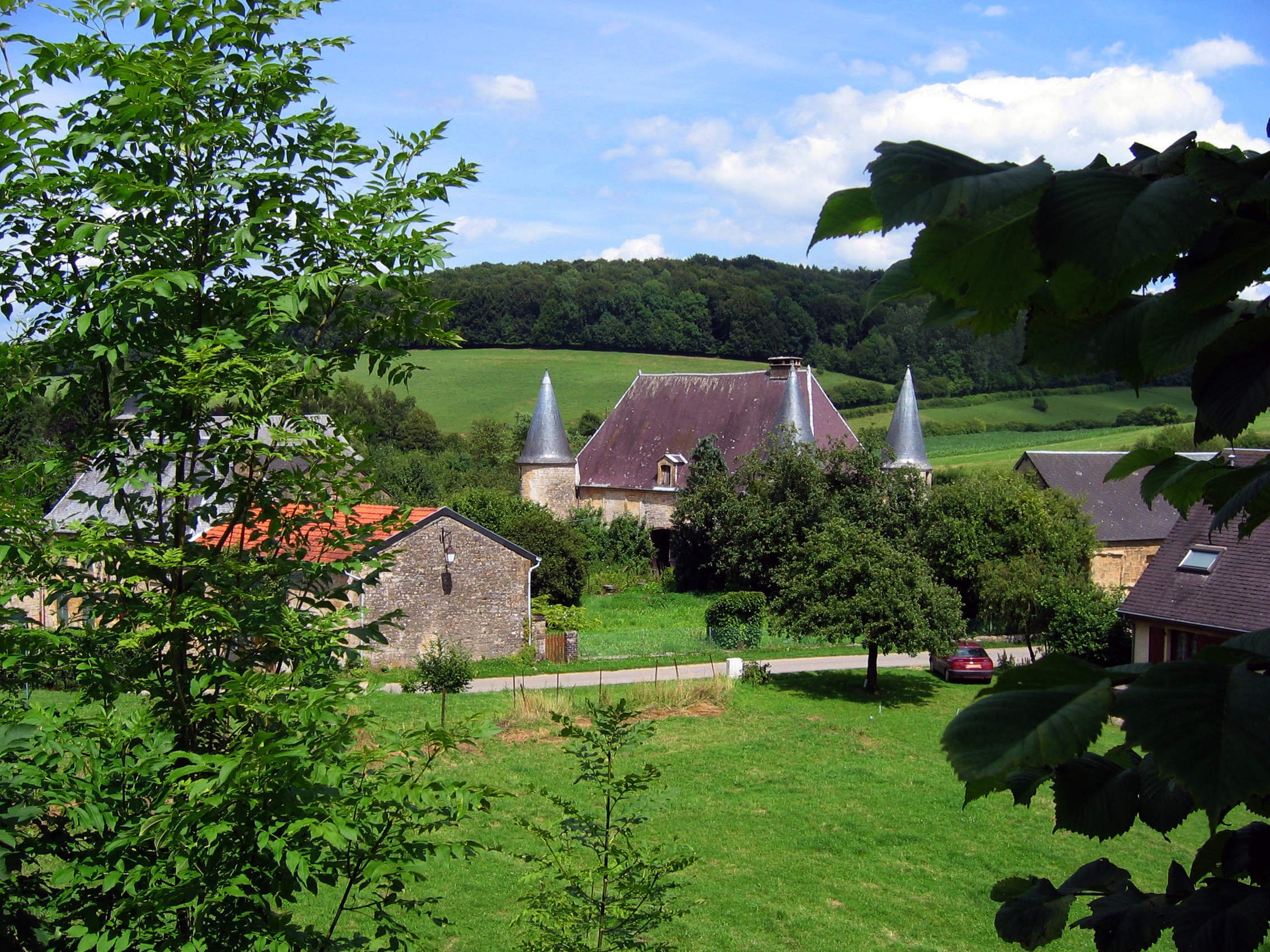
Das Abtshaus

Von der Kirche aus dem 13. Jahrhundert, die 1720 und 1840 umgebaut wurde und heute als Pfarrkirche dient, haben sich nur zwei Langhausjoche erhalten. Die weiteren Joche, das Querhaus und der flach geschlossene Chor sind zerstört. Reste des gotischen Kreuzgangs liegen auf der Südseite der Kirche. Das von vier Türmen mit Kegeldach flankierte Abtshaus aus dem 15. Jahrhundert, das auch wegen seiner Dachkonstruktion bemerkenswert ist, wird als Wohngebäude genutzt. Reste des Refektoriums und des Konversenhauses aus dem 16. Jahrhundert sind ebenfalls in einem landwirtschaftlichen Betrieb erhalten. Im Wald südlich des ehemaligen Klosters ist die nach dem ersten Abt, Roger, benannte Kapelle erhalten.